# Anthony James Leggett
Anthony James Leggett (Camberwell, 26 marzo 1938) è un fisico inglese, professore di fisica alla University of Illinois at Urbana-Champaign.
Studioso della fisica delle basse temperature, per il suo lavoro pionieristico sui superfluidi e sulla superconduttività ha ricevuto il Premio Nobel per la fisica nel 2003.